# 南小国町立黒川小学校

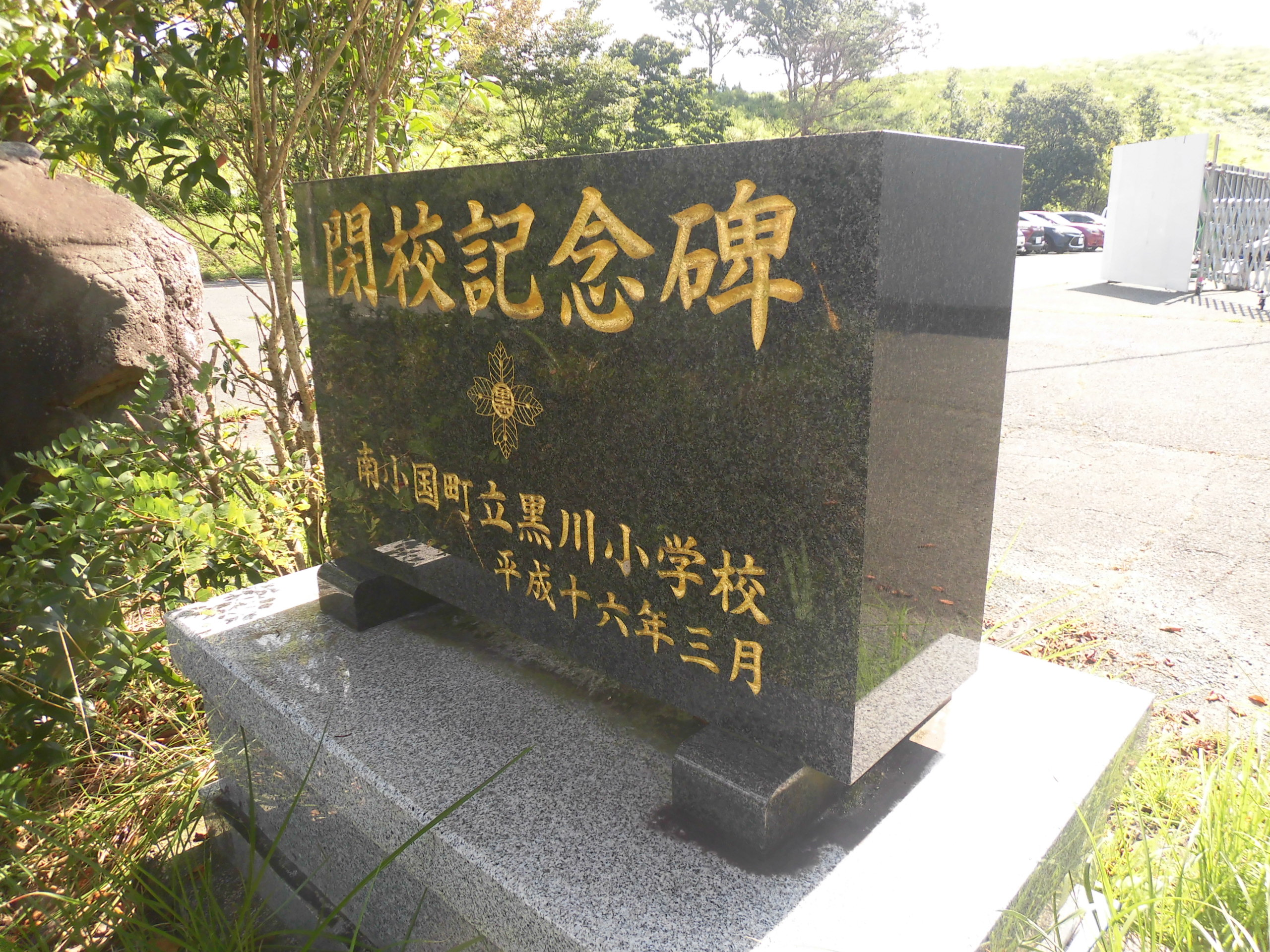
閉校記念碑

南小国町立黒川小学校（みなみおぐにちょうりつ くろかわしょうがっこう）は、かつて熊本県阿蘇郡南小国町満願寺にあった公立の小学校。
2004年（平成16年）3月末をもって閉校し、南小国町立りんどうヶ丘小学校に統合された。なお、黒川小学校の校地・校舎が継承されている。

## 概要
歴史
1875年（明治8年）創立。創立から129年たった2004年（平成16年）に閉校した。
校章
中央に校名の頭文字である「黒」の文字を配している。
校歌
歌詞は3番まであり、1番と3番の歌詞中に校名の「黒川」が登場する。

## 沿革
- 1875年（明治8年） 3月 - 創立。
- 1889年（明治22年）4月1日 - 町村制施行により、阿蘇郡3村（赤馬場・満願寺・中原）が合併の上、「南小国村」が発足。
- 1892年（明治25年）- 「黒川尋常小学校」に改称。
- 1908年（明治41年）4月 - 改正小学校令により、尋常科（義務教育年限）が4年制から6年制に改められる。尋常科5年を新設。
- 1909年（明治42年）4月 - 尋常科6年を新設。
- 1912年（明治45年）5月 - 改築。
- 1921年（大正10年）- 農業補習学校が併置される。
- 1941年（昭和16年）4月1日 - 国民学校令施行により、「南小国村黒川国民学校」と改称。
- 1947年（昭和22年）- 学制改革が行われる（六・三制の実施）
  - 4月1日 - 国民学校初等科が、新制小学校「南小国村立黒川小学校」に改組・改称。
  - 5月 - 新制中学校「南小国村立南小国中学校黒川分校」が併置される。
- 1969年（昭和44年）11月1日 - 町制施行により、「南小国町立黒川小学校」（最終名）と改称。
- 2004年（平成16年）3月31日 - 南小国町立りんどうヶ丘小学校への統合により、閉校。
  - この時、南小国町立星和小学校、南小国町立満願寺小学校の2校も統合された。

## 交通アクセス
最寄りのバス停留所
- 九州産交バス・日田バス「田の原」停留所

最寄りの幹線道路
- 国道442号
- 熊本県道317号満願寺黒川線

## 周辺
- 田の原温泉
- 黒川温泉
- 小田温泉